# Егорычев, Михаил Валерьевич
Михаи́л Вале́рьевич Его́рычев (род. 21 июля 1977, Куйбышев) — российский легкоатлет, специалист по бегу на короткие дистанции. Выступал на профессиональном уровне в 1998—2012 годах, член сборной России, многократный победитель и призёр первенств национального значения, участник ряда крупных международных стартов, в том числе чемпионата мира в Осаке. Представлял Самарскую область. Мастер спорта России международного класса.

## Биография
Михаил Егорычев родился 21 июля 1977 года. Выпускник Ивановского государственного энергетического университета.
Занимался лёгкой атлетикой в Тольятти под руководством заслуженного тренера России Виктора Петровича Солнцева.
Дебютировал на взрослом всероссийском уровне в сезоне 1998 года, когда выступил в беге на 200 метров на чемпионате России в Москве.
Будучи студентом, в 2005 году представлял страну на Всемирной Универсиаде в Измире, где в программе эстафеты 4 × 100 метров стал пятым.
В 2006 году в эстафете 4 × 100 метров занял четвёртое место на Кубке Европы в Малаге и на Кубке мира в Афинах, в беге на 100 метров выиграл бронзовую медаль на чемпионате России в Туле. Принимал участие в чемпионате Европы в Гётеборге — в 100-метровой дисциплине остановился на предварительном квалификационном этапе, тогда как в эстафете 4 × 100 метров показал четвёртый результат.
В 2007 году в беге на 60 метров одержал победу на международном турнире «Русская зима» и на зимнем чемпионате России в Волгограде, в то время как на чемпионате Европы в помещении в Бирмингеме финишировал в финале пятым. На летнем чемпионате России в Туле завоевал бронзовую награду в 100-метровой дисциплине. Благодаря череде удачных выступлений удостоился права защищать честь страны на чемпионате мира в Осаке — стартовал в эстафете 4 × 100 метров, выйти в финал россиянам не удалось.
В 2009 году с командой Самарской области выиграл серебряную медаль в эстафете 400 + 300 + 200 + 100 метров на чемпионате России по эстафетному бегу в Сочи.
На чемпионате России 2010 года в Саранске получил серебро в индивидуальном беге на 100 метров и в эстафете 4 × 100 метров. На чемпионате России по эстафетному бегу в Сочи вновь стал серебряным призёром в программе смешанной эстафеты.
В 2012 году взял бронзу в дисциплине 60 метров на зимнем чемпионате России в Москве и по окончании сезона завершил спортивную карьеру.
За выдающиеся спортивные достижения удостоен почётного звания «Мастер спорта России международного класса».
В настоящее время постоянно проживает в Санкт-Петербурге, работает тренером в Спортивной школе олимпийского резерва «Академия лёгкой атлетики Санкт-Петербурга».